# لوكاس بف
لوكاس بف (بالإسبانية: Lucas Pugh)‏ (1994 في الأرجنتين - ) هو لاعب كرة قدم أرجنتيني في مركز الهجوم. لعب مع ريفر بليت.

## وصلات خارجية
- لوكاس بف على موقع قاعدة بيانات كرة القدم.إي يو (الإنجليزية)
- لوكاس بف على موقع Soccerway.com (الإنجليزية)